# Khủng hoảng năng lượng thập niên 2000

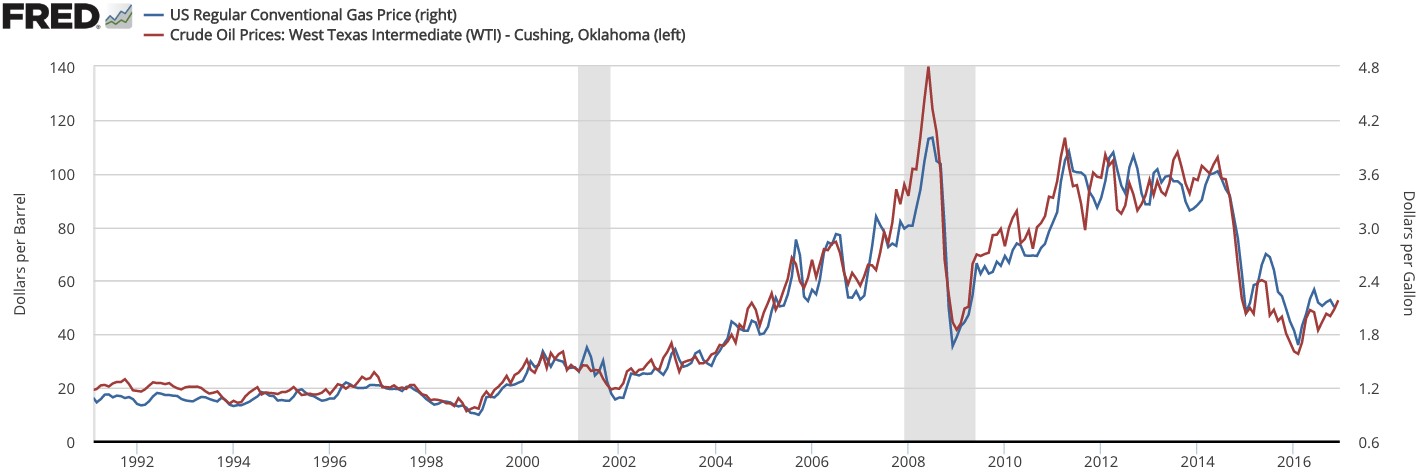
Giá dầu thô so với giá xăng

Từ giữa những năm 1980 đến tháng 9 năm 2003, giá dầu điều chỉnh lạm phát của một thùng dầu thô trên NYMEX thường dưới 25 USD/thùng. Trong năm 2003, giá đã tăng trên $ 30, đạt 60 USD/thùng vào ngày 11 tháng 8 năm 2005 và đạt đỉnh 147,30USD/thùng vào tháng 7 năm 2008  Các nhà bình luận cho rằng sự tăng giá này do nhiều yếu tố, bao gồm căng thẳng ở Trung Đông, nhu cầu tăng từ Trung Quốc,  giá trị đồng đô la Mỹ giảm, các báo cáo cho thấy sự sụt giảm dự trữ xăng dầu, lo ngại về dầu cao điểm, và đầu cơ tài chính.
Trong một thời gian, các sự kiện địa chính trị và thiên tai đã tác động mạnh đến ngắn hạn đối với giá dầu, như các vụ thử tên lửa của Bắc Triều Tiên, cuộc xung đột năm 2006 giữa Israel và Lebanon, lo ngại về kế hoạch hạt nhân của Iran năm 2006, Bão Katrina, và nhiều yếu tố khác. Đến năm 2008, những áp lực như vậy dường như có tác động không đáng kể đến giá dầu do sự khởi đầu của suy thoái kinh tế toàn cầu. Suy thoái kinh tế khiến nhu cầu năng lượng giảm xuống vào cuối năm 2008, với giá dầu giảm từ mức cao tháng 7 năm 2008 là $ 147 xuống mức thấp tháng 12 năm 2008 là $ 32. Tuy nhiên, người ta đã tranh cãi rằng luật cung cầu dầu có thể là nguyên nhân khiến giá dầu giảm gần 80% trong vòng 6 tháng. Giá dầu ổn định vào tháng 8 năm 2009 và thường duy trì trong phạm vi giao dịch rộng từ 70 đến 120 đô la đến tháng 11 năm 2014, trước khi trở lại mức trước khủng hoảng năm 2003 vào đầu năm 2016, khi sản lượng của Mỹ tăng mạnh. Hoa Kỳ đã trở thành nhà sản xuất dầu lớn nhất vào năm 2018.